# 国鉄ホキ7500形貨車
国鉄ホキ7500形貨車（こくてつホキ7500がたかしゃ）は、かつて日本国有鉄道（国鉄）及び1987年（昭和62年）4月の国鉄分割民営化後は日本貨物鉄道（JR貨物）に在籍したホッパ車である。

## 概要
本形式はセメント輸送用として1967年（昭和42年）から1968年（昭和43年）にかけて日本車輌製造東京支店にて22両（ホキ7500 - ホキ7521）が製作された40t 積の私有貨車である。
落成当時の所有者は小野田セメント、富士セメントの2社のみであった。その後富士セメントは日鐵セメントに社名変更を行った。小野田セメント車は石蟹駅、小野田港駅、津久見駅、東藤原駅、黒崎港駅、赤崎駅、厚木駅、富士セメント車は東室蘭駅をそれぞれ常備駅として運用した。
1984年（昭和59年）10月12日に、小野田セメント所有車3両（ホキ7501、ホキ7508、ホキ7509）が清水工業へ名義変更され、常備駅を西濃鉄道市橋線の猿岩駅になった。
外観はホキ5700形とほぼ瓜二つであるが荷役方式が異なっていた。このためホッパ上部の配置に違いがある。荷役方式はエアスライド式のほかに電動縦型スクリューコンベアを備えたため、下出しに加え上出しも可能となった。この機能により取り出し設備の無い駅でも荷役が可能となったが、晩年にはセメントの集約化が進みこの機能も不要となり、撤去された車もある。
全長は10,800mm、全幅は2,706mm、全高は3,820mm、台車中心間距離は6,700mm、実容積は34.2m3 - 38.5m3、自重は13.9t、換算両数は積車5.5、空車1.4である。台車はベッテンドルフ式のTR41Cである。
1987年（昭和62年）4月の国鉄分割民営化時には19両（ホキ7501 - ホキ7510、ホキ7513 - ホキ7521）の車籍がJR貨物に継承され、1995年（平成7年）度末時点では3両（ホキ7501、ホキ7508、ホキ7509）が現存していたが、2003年（平成15年）度に廃車となり同時に形式消滅となった。

## 年度別製造数
各年度による製造会社と両数、所有者は次のとおりである。（所有者は落成時の社名）
- 昭和42年度 - 8両
  - 日本車輌製造 8両 小野田セメント （ホキ7500 - ホキ7507）
- 昭和43年度 - 14両
  - 日本車輌製造 3両 小野田セメント （ホキ7508 - ホキ7510）
  - 日本車輌製造 2両 富士セメント （ホキ7511 - ホキ7512）
  - 日本車輌製造 9両 小野田セメント （ホキ7513 - ホキ7521）